# Брили (Борисовский район)
Брили (бел. Брылі́) — деревня в Борисовском районе Минской области Беларуси. В составе Веселовского сельсовета.

## География
Расположена в 18 км от Борисова, в 90 км от Минска.
Через деревню проходит дорога Н-23655, рядом пролегает дорога Н-8114.
Ближайшие населённые пункты Костюки, Студёнка и др.

### Гидрография
Рядом река Березина.

## История
В 1909 году в Бытчанской волости Борисовского уезда Минской губернии Российской империи.
На другой стороне Березины, на Брилевском поле, известном как место переправы через реку Березину войск Наполеона во время войны 1812 года, в районе деревни Брили, был найден денежно-вещевой клад IX века.

## Население

### Численность
- 2019 год — 67 жителей

### Динамика
- 1909 год — 301 жителей, 40 дворов[3]
- 1999 год — 98 жителей (перепись населения)
- 2009 год — 86 жителей (перепись населения)[3]
- 2019 год — 67 жителей (перепись населения)

## Улицы
- Гвардейская

## Достопримечательность
- Братские могилы солдат Отечественной войны 1812 года
- Братские могилы советских воинов
- Памятники русским воинам Отечественной войны 1812 года
- Памятник в честь французских воинов армии Наполеона, погибших на Брилевском поле во время переправы через Березину 14-17 ноября 1812 года.
- Могила неизвестного солдата.
- Памятный знак на месте переправы через Березину
- Памятник в честь победы русской армии при Березине
- Памятник Битве при Березине
- Памятник погибшим при переправе через Березину
- Недалеко расположен мемориальный комплекс «Брилевское поле»: памятник (мемориал), часовня-памятник, памятник русским воинам, памятник французским воинам, погибшим на Брилевском поле, памятный знак в честь 150-летия Битвы при Березине.

## Галерея

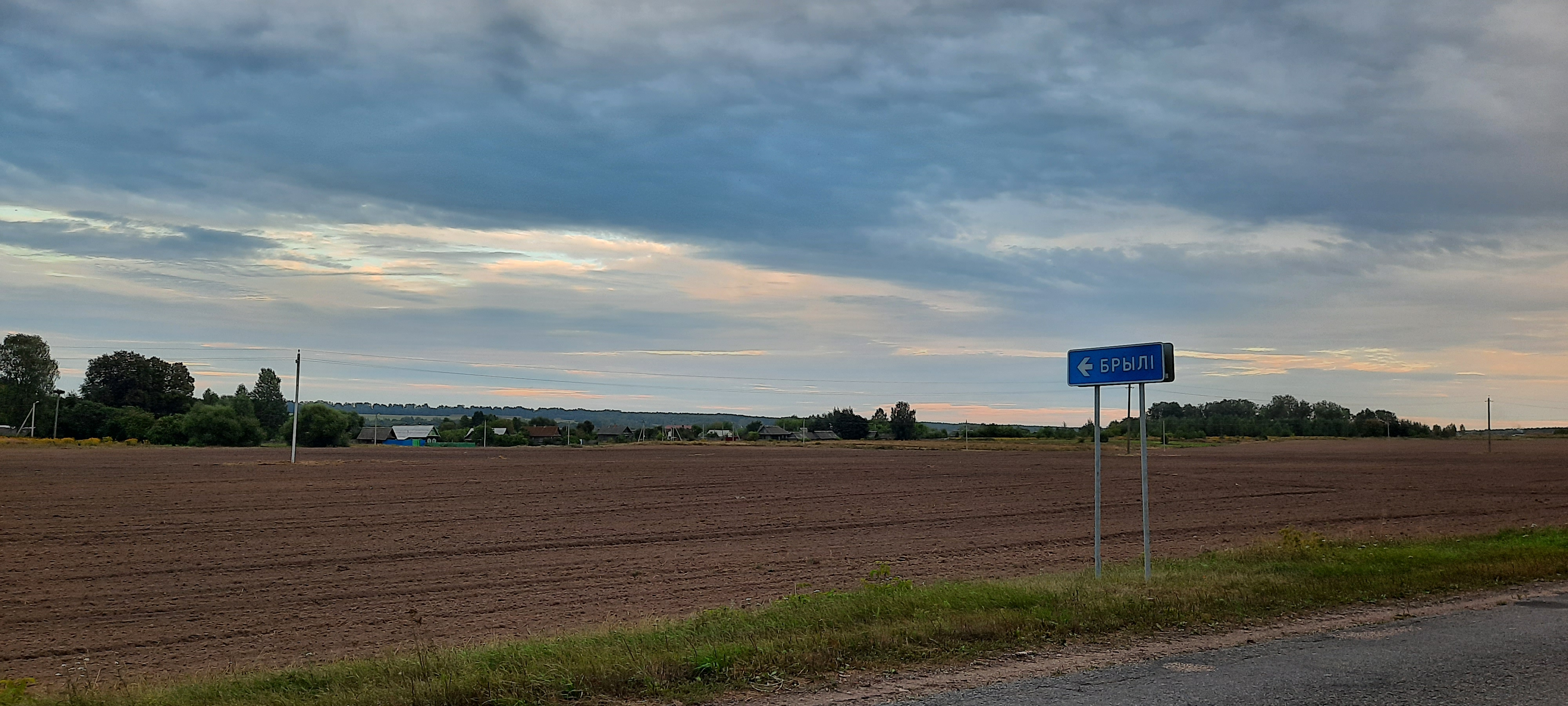
Панорама
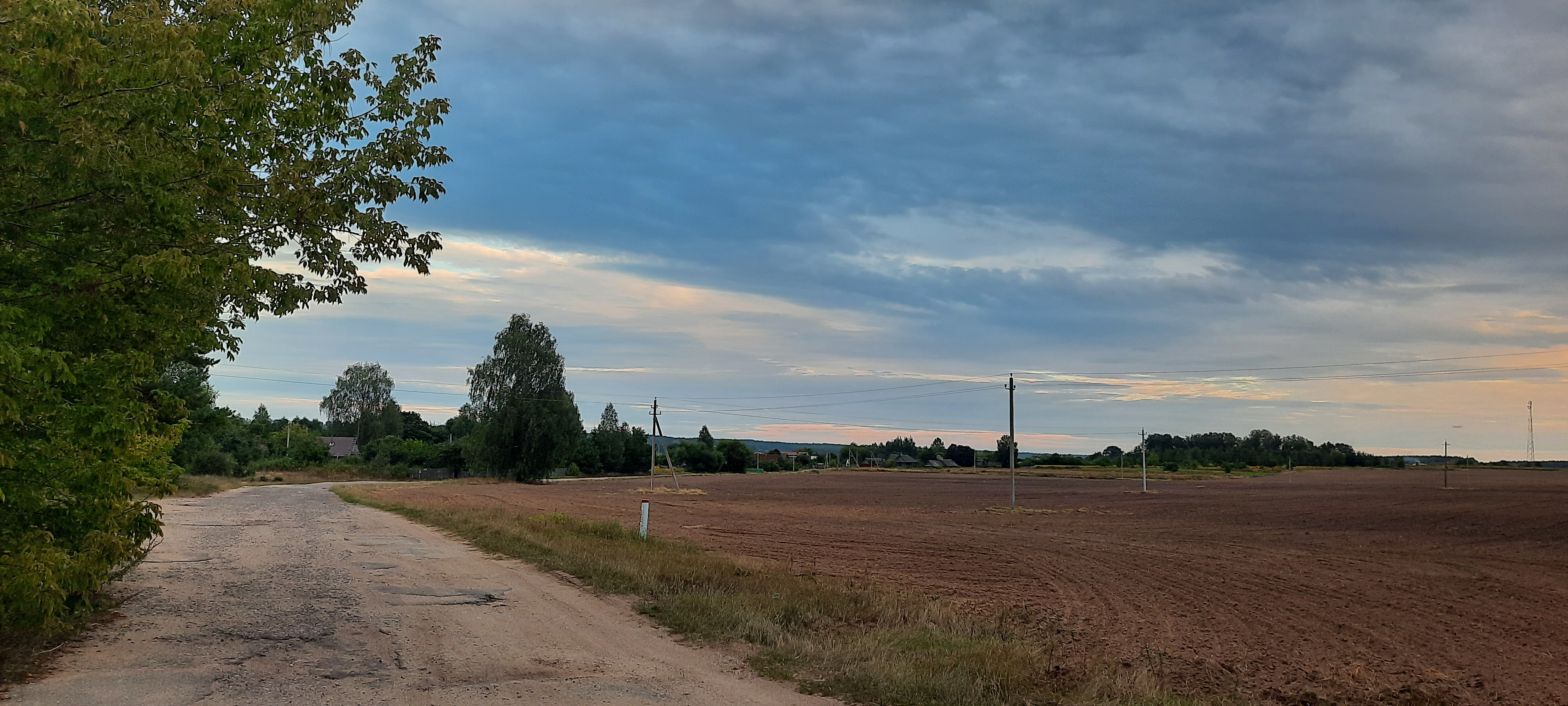
Панорама
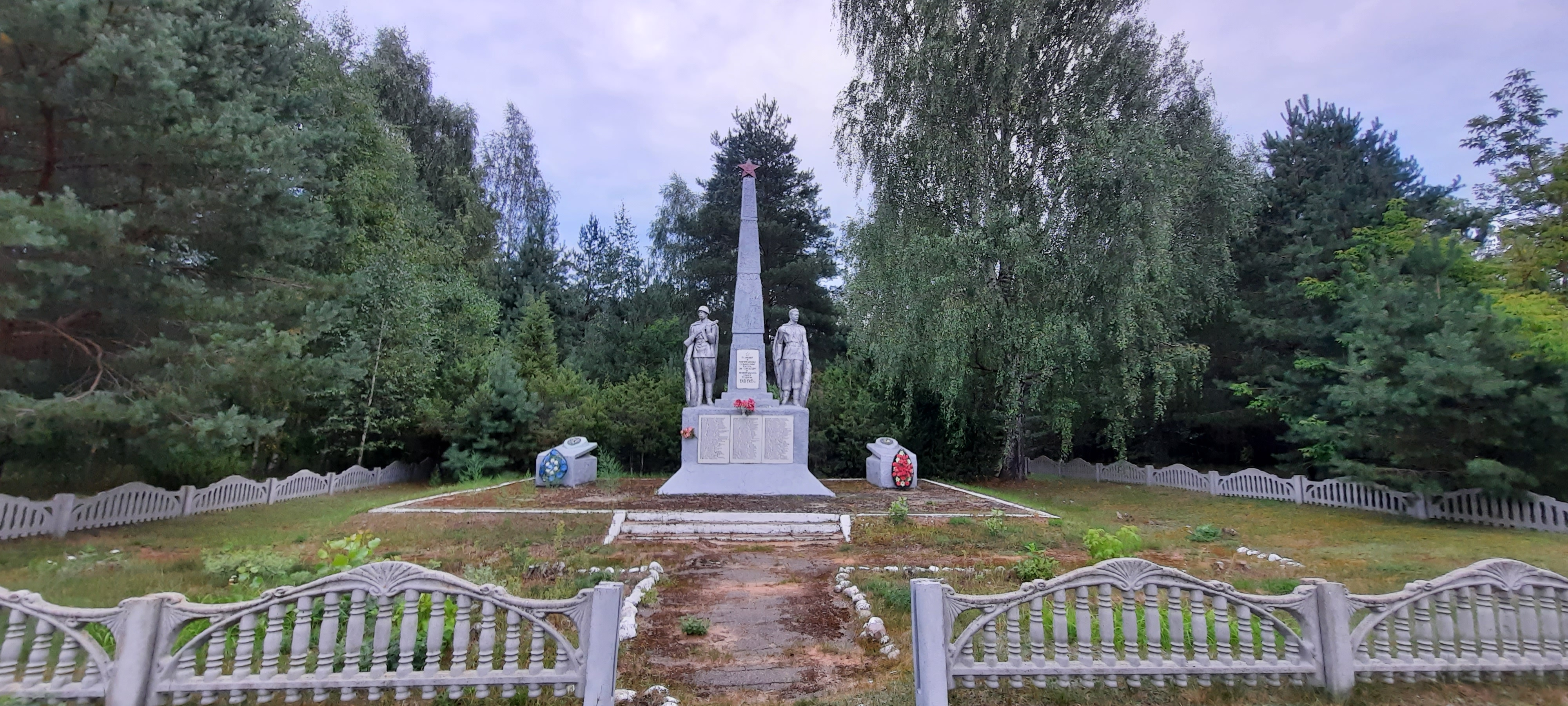
Братская могила
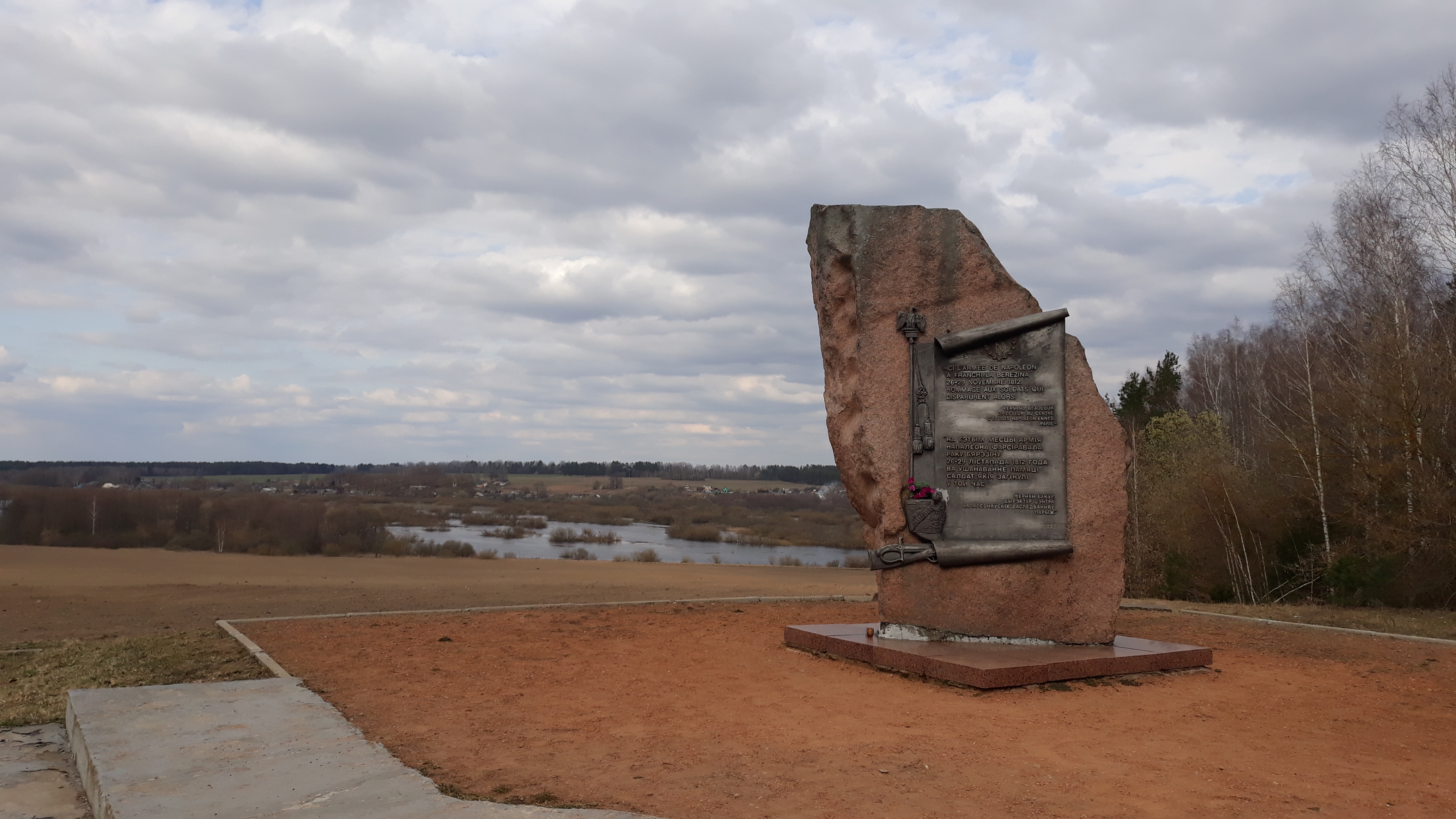
Памятник французским воинам, которые погибли на Брилевском поле.
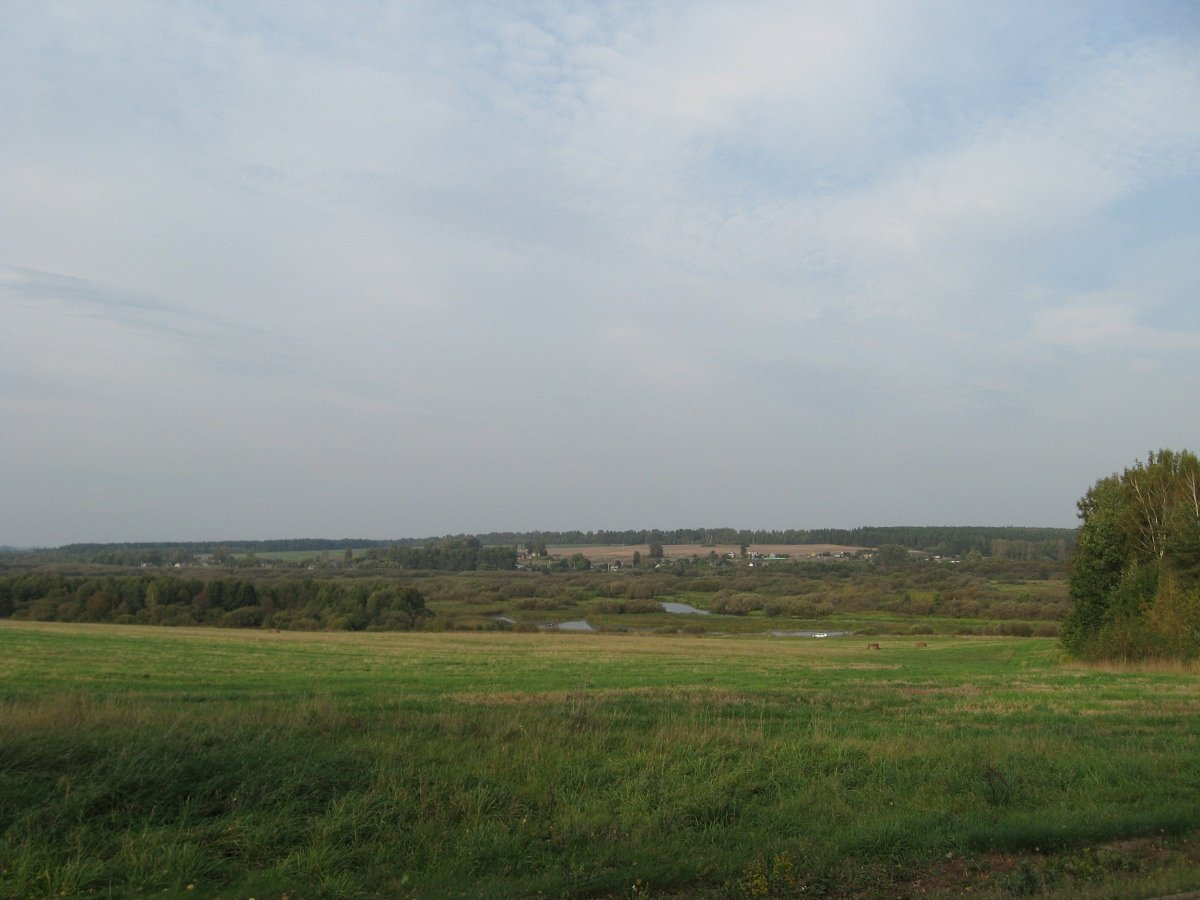
Панорама Брилевского поля
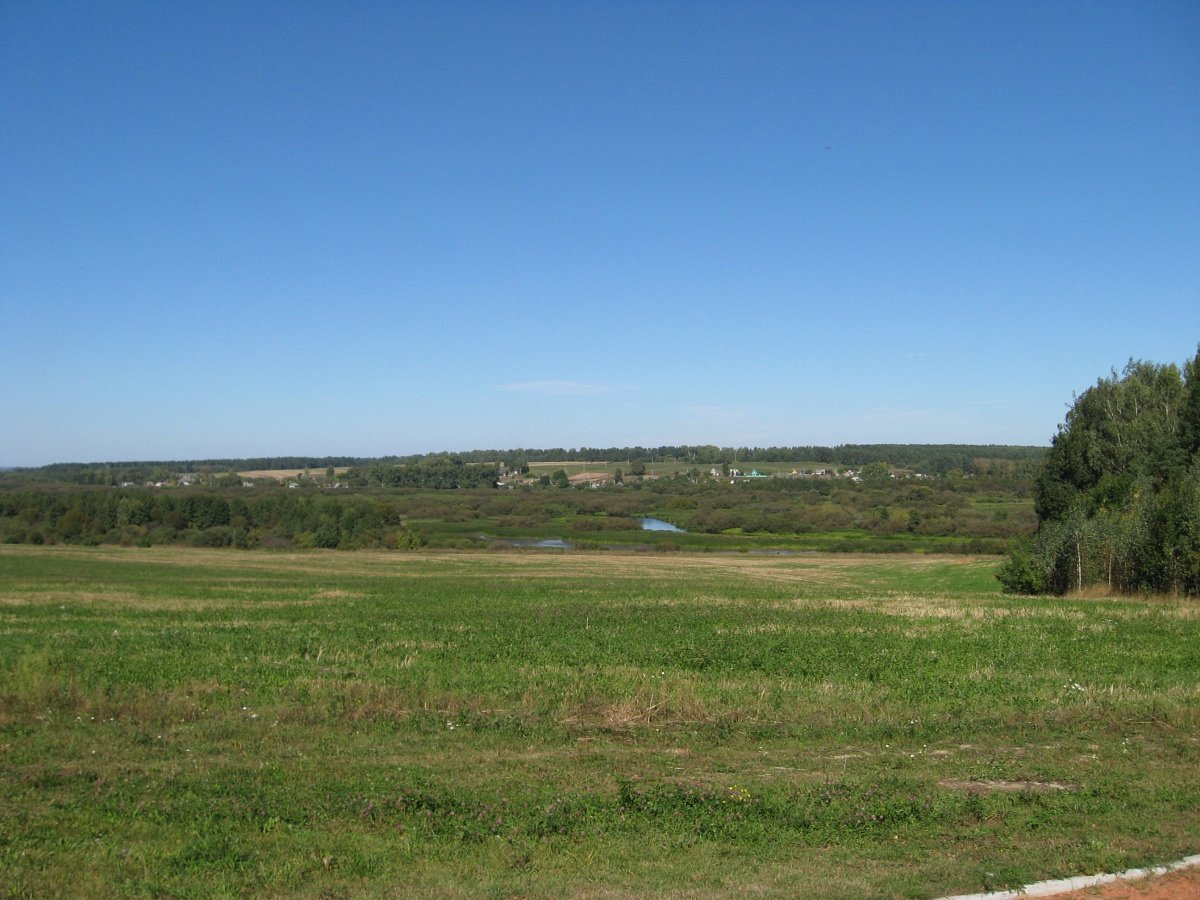
Панорама Брилевского поля
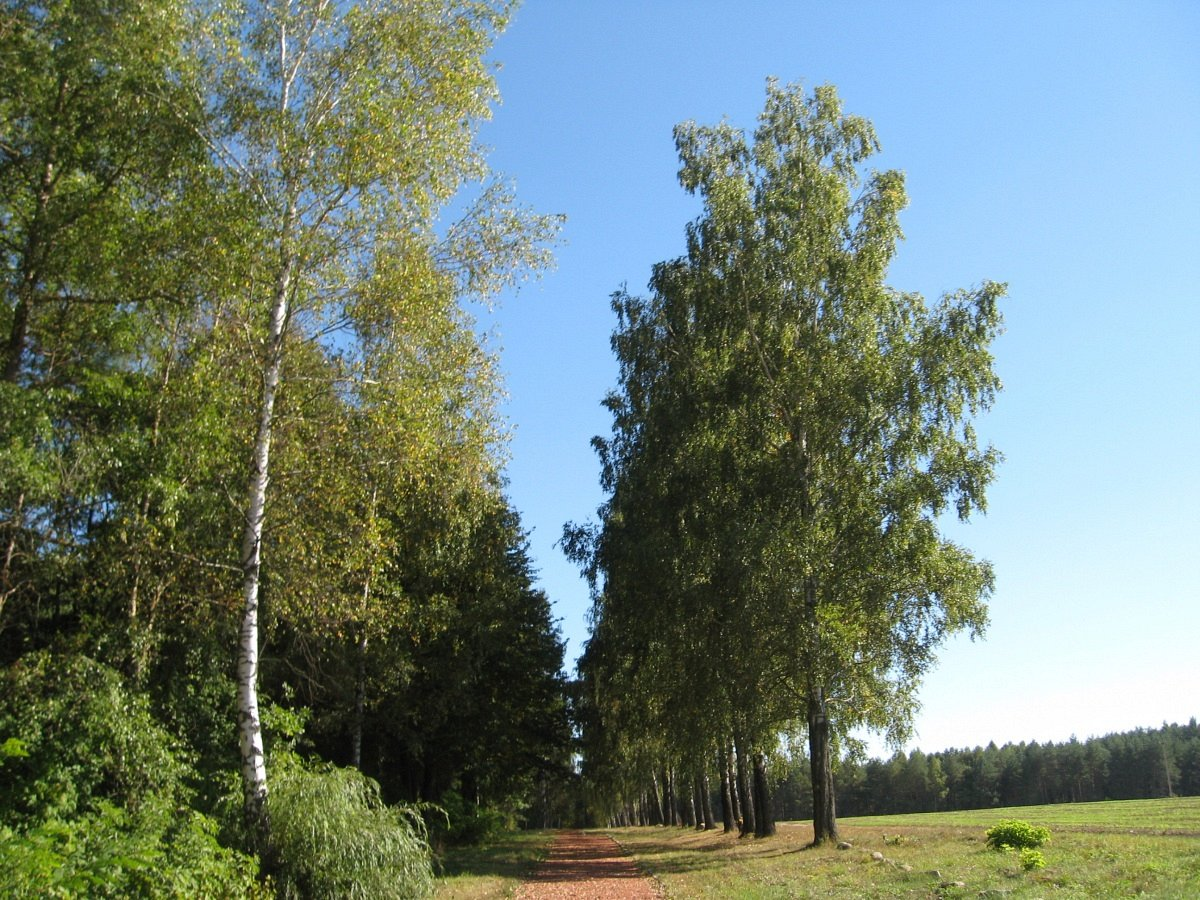
Панорама Брилевского поля
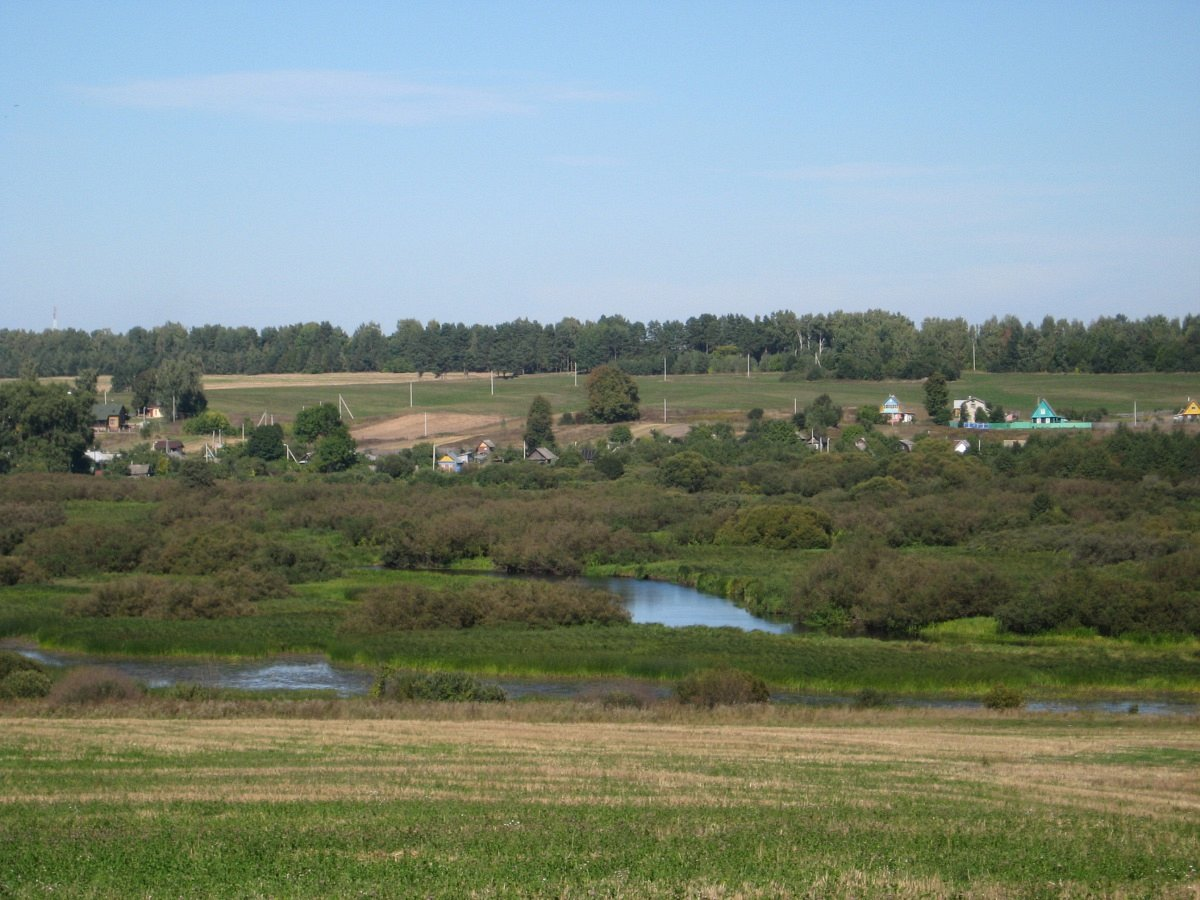
Панорама Брилевского поля